# Anthrax euplanes
Anthrax euplanes är en tvåvingeart som först beskrevs av Friedrich Hermann Loew 1869.  Anthrax euplanes ingår i släktet Anthrax och familjen svävflugor.
Artens utbredningsområde är Kuba. Inga underarter finns listade i Catalogue of Life.